# Reinhold Köhler (Mediziner)
Reinhold Köhler (auch Koehler; * 14. Dezember 1825 in Lauffen am Neckar; † 16. Januar 1873 in Tübingen) war ein deutscher Mediziner und Hochschullehrer.

## Leben
Köhler absolvierte das Stuttgarter Gymnasium und studierte an den Universitäten von Tübingen, Heidelberg, Prag und Wien. In Tübingen war er 1844 einer Stifter der Burschenschaft Walhalla. Im Herbst 1847 wurde er an der Tübinger Universität mit der Dissertation Der Lungenkrebs zum Dr. med. promoviert, 1848 ließ er sich in Stuttgart als praktischer Arzt nieder. Er wurde 1857 in das königliche Medizinal-Kollegium als Mitglied berufen.
Köhler folgte 1860 einem Ruf als ordentlicher Professor der Medizin an die Universität Tübingen. Zudem wurde er Direktor der Tübinger Poliklinik. Seine Lehre konzentrierte sich auf Kinderheilkunde und Pharmakologie. Im letzteren Bereich gehörten auch ältere Kollegen zu seinen Schülern. Neben seiner Tätigkeit als Klinikdirektor und Professor blieb er weiterhin auch als praktischer Arzt tätig. Seine letzten Lebensjahre waren durch eine schwere Erkrankung geprägt.

## Werke (Auswahl)
- Der Lungenkrebs, Fues, Tübingen 1847.
- Hermann Lebert: Lehrbuch der Scrophel- und Tuberkelkrankheite, Müller, Stuttgart 1851 (von Köhler aus dem Französischen übersetzt).
- Die Krebs- und Scheinkrebs-Krankheiten des Menschen, Müller, Stuttgart 1853.
- Ueber die Reform der Medicinalgewichte der deutschen Staaten, Stuttgart 1856.
- Handbuch der speciellen Therapie, einschliesslich der Behandlung der Vergiftungen, 2 Bände, 3. umgearbeitete Auflage, Laupp, Tübingen 1867–1868.